# Conus mariaodeteae
Espèce
Conus mariaodeteae est une espèce de mollusques gastéropodes marins de la famille des Conidae.
Comme toutes les espèces du genre Conus, ces escargots sont prédateurs et venimeux. Ils sont capables de « piquer » les humains et doivent donc être manipulés avec précaution, voire pas du tout.

## Distribution
Cette espèce marine dans l'océan Atlantique au large du Île de Brasil.

## Taxonomie

### Publication originale
L'espèce Conus mariaodeteae a été décrite pour la première fois en 2014 par les malacologistes américains Edward James Petuch (d) et Robert F. Myers (d) dans « Xenophora Taxonomy »,.

### Synonymes
- Poremskiconus mariaodeteae Petuch & R. F. Myers, 2014 · non accepté